# 9. Panzer-Division (Nationale Volksarmee)
La 9. Panzer-Division (Nationale Volksarmee) era una divisione corazzata delle forze terrestri della Nationale Volksarmee, le forze armate della Repubblica Democratica Tedesca.
Costituita nel 1956 sulla base dei programmi di rafforzamento delle forze armate della Germania Democratica, la 9. Panzer-Division divenne uno dei reparti scelti della Nationale Volksarmee, venne equipaggiata con materiali moderni forniti dall'Unione Sovietica e fu integrata nell'ordine di battaglia del Patto di Varsavia.
La divisione corazzata venne schierata nella regione del Meclemburgo-Pomerania Anteriore e si addestrò intensamente nel corso degli anni per raggiungere la prontezza operativa necessaria per entrare rapidamente in combattimento e far parte delle armate di punta del Gruppo di forze sovietiche in Germania. La 9. Panzer-Division dalla sua area di schieramento avrebbe dovuto partecipare in caso di guerra globale con la NATO, all'attacco in direzione delle pianure della Bassa Sassonia, ma negli anni 80 si pianificò anche un suo impiego in Polonia per sedare le rivolte popolari contro il regime comunista.
Nel 1986 alla 9. Panzer-Division venne assegnata la denominazione di "Heinz Hoffmann", in ricordo del generale Heinz Hoffmann, il ministro della difesa della Germania Democratica, recentemente deceduto. Con la dissoluzione della DDR, la 9. Panzer-Division venne sciolta nel 1990 insieme alle altre unità della Volksarmee.

## Storia
La costituzione di nuove Panzer-Division della Repubblica Democratica Tedesca, era stata prevista ancor prima della formazione ufficiale della Nationale Volksarmee; il programma venne attivato nel 1956 dopo aver ricevuto l'approvazione dell'Unione Sovietica.
La 9. Panzer-Division venne organizzata nel settembre 1956 meccanizzando inizialmente il personale della polizia di Eggesin nel Distretto militare n. 5 nel Meclemburgo-Pomerania Anteriore, seguendo sostanzialmente la struttura organica delle divisioni corazzate dell'Esercito sovietico. Il personale assegnato alla 9. Panzer-Division ammontava in tempo di pace a 8.750 uomini che sarebbero stati rafforzati dalla mobilitazione di riservisti in caso di guerra; le formazioni mobili della Volksarmee tuttavia, a differenza delle unità corazzate sovietiche, non disponevano di reparti di elicotteri direttamente assegnati e avevano un reparto ridotto di fucilieri motorizzati.
In caso di guerra la 9. Panzer-Division avrebbe dovuto completare immediatamente i suoi ranghi e sarebbe entrata a far parte della 5ª Armata della Nationale Volksarmee schierata in Meclemburgo-Pomerania; questo raggruppamento di forze sarebbe a sua volta stato integrato nel "2° Fronte" del Gruppo di forze sovietiche in Germania insieme al quale avrebbe verosimilmente partecipato alla temuta offensiva del Patto di Varsavia che i pianificatori della NATO credevano avrebbe interessato principalmente la pianura della Bassa Sassonia. Sembra che i piani operativi prevedessero che la 9. Panzer-Division avanzasse, insieme alle unità di rinforzo polacche, in direzione di Brema e dello Schleswig-Holstein. Durante tutta la loro esistenza le unità della 9. Panzer-Division si addestrarono con la massima intensità per raggiungere la prontezza operativa necessaria per assolvere questi importanti compiti e parteciparono alle numerose esercitazioni campali che i comandi del Patto di Varsavia organizzarono regolarmente durante il lungo periodo della Guerra fredda.
In realtà la 9. Panzer-Division non fu mai impiegata in azioni reali e solo nel 1980-1981 si presentò l'occasione concreta di un suo impiego operativo paradossalmente non contro la coalizione della NATO ma contro un paese dello stesso Patto di Varsavia. La situazione politico-sociale in Polonia era divenuta particolarmente grave e minacciava di provocare la caduta del regime comunista; di conseguenza il comando supremo del Patto di Varsavia pianificò e preparò un intervento militare diretto per riprendere con la forza il controllo della situazione. Il governo della Germania Democratica decise di contribuire all'eventuale intervento e la 9. Panzer-Division venne allertata e preparata all'invasione della Polonia dalla sua area di schieramento in Pomerania. La divisione venne messa in stato di prontezza operativa e vennero studiati piani dettagliati per l'entrata nel territorio polacco. L'evoluzione della situazione con l'assunzione diretta del potere da parte dell'esercito polacco e la proclamazione della legge marziale resero alla fine non necessaria un'invasione del Patto di Varsavia e nel 1982 gli ordini di movimento per la 9. Panzer-Division vennero annullati.
Negli ultimi anni della sua esistenza la 9. Panzer-Division della Volksarmee continuò ad addestrarsi intensamente e ricevette gli equipaggiamenti più moderni. In onore del defunto ministro della difesa della DDR Heinz Hoffmann, il 26 febbraio 1986 l'unità ricevette la denominazione onorifica di 9. Panzer-Division "Heinz Hoffmann". La storia della divisione terminò ufficialmente il 2 ottobre 1990 quando la 9. Panzer-Division venne sciolta insieme a tutte le altre formazioni della Nationale Volksarmee nel quadro del processo di riunificazione della Germania; alcune sue singole unità vennero integrate nel cosiddetto "Comando Orientale della Bundeswehr".

## Ordine di battaglia
- Panzerregiment 21 „Walter Empacher“ a Torgelow
- Panzerregiment 22 „Zoja Anatol'evna Kosmodem'janskaja“ a Torgelow
- Panzerregiment 23 „Julian Marchlewski“ a Stallberg
- Mot.-Schützenregiment 9 „Rudolf Renner“ a Drögeheide
- Artillerieregiment 9 „Hans Fischer“ a Karpin
- Führungsbatterie Chef Raketen/Artillerie 9
- Fla-Raketen-Regiment 9 „Rudolf Dölling“ a Karpin
- Führungsbatterie Chef Truppenluftabwehr 9
- Raketenabteilung 9 „Otto Nuschke“ a Torgelow
- Geschosswerferabteilung 9 „Friedrich Ebert“ a Karpin
- Aufklärungsbataillon 9 „Eduard Claudius“ a Drögeheide
- Pionierbataillon 9 a Karpin
- Nachrichtenbataillon 9 „Adolf Bytzeck“ a Eggesin
- Bataillon Materielle Sicherstellung 9 „Robert Stamm“ a Drögeheide
- Instandsetzungsbataillon 9 „Paul Dessau“ a Drögeheide
- Bataillon Chemische Abwehr 9 „Michael Niederkirchner“ a Karpin
- Sanitätsbataillon 9 a Drögeheide
- Ersatzregiment 9
- Feldbäckereikompanie 9 a Gumnitz
- Divisionslager 9 a Gumnitz

## Equipaggiamento
La 9. Panzer-Division venne inizialmente equipaggiata con i carri T-34/85 protagonisti della Seconda guerra mondiale insieme a un piccolo numero dei moderni carri medi T-54 forniti dall'Unione Sovietica; l'organizzazione della divisione procedette lentamente e solo nel 1964 il reparto completò la sua struttura organica. Nella primavera del 1978 arrivarono i primi 35 carri armati ultimo modello T-72, principalmente delle versioni T-72M e T-72M1; il primo reparto equipaggiato con questi mezzi blindati fu il Panzer Regiment 23 "Julian Marchlewski" stanziato a Stallberg mentre altri carri furono inviati alla scuola sottufficiali di Karpin per l'addestramento degli equipaggi.
I mezzi blindati per il trasporto delle truppe furono inizialmente i BTR-40, che furono sostituiti ne tempo prima dai BTR-60 e BTR-70 e successivamente dai moderni BMP-1 forniti dall'Unione Sovietica. Venne anche prevista l'introduzione dei BMP-2 ma il programma subì ritardi a causa delle necessità dell'Esercito sovietico impegnato in Afghanistan.
La 9. Panzer-Division nel 1990, al momento del suo scioglimento, disponeva del seguente equipaggiamento:
- 4 sistemi missilistici SS-21 Scarab
- 322 carri armati T-72
- 146 mezzi corazzati trasporto truppe BMP
- 42 mezzi corazzati trasporto truppe BTR
- 349 pezzi d'artiglieria e sistemi lanciamissili
- 15 veicoli corazzati getta-ponte di tipo MT-55 su scafo del carro T-55

## Comandanti
- Oberst Reinhold Tappert: 15 settembre 1956-15 ottobre 1959
- Oberst Erich Peter: 15 ottobre 1959-14 maggio 1960
- Oberstleutnant Kurt Lange: 14 luglio 1960-31 luglio 1964
- Oberstleutnant Rolf Kappis: 1 agosto 1964-31 agosto 1968
- Oberst Walter Krysmann: 1 settembre 1968-31 agosto 1973
- Oberst Manfred Gehmert: 1 settembre 1973-20 ottobre 1977
- Oberst Horst Sylla: 20 ottobre 1977-31 agosto 1982
- Generalmajor Franz Erdmann: 1 settembre 1982-31 ottobre 1987
- Oberst Hans-Christian Reiche: 1 novembre 1987-31 ottobre 1989
- Oberst Karl-Heinz Marschner: 1 novembre 1989-2 ottobre 1990